# I Won't Back Down
"I Won't Back Down" is een nummer van de Amerikaanse muzikant Tom Petty. Het nummer verscheen op zijn debuutalbum als soloartiest Full Moon Fever uit 1989. In april van dat jaar werd het nummer uitgebracht als de eerste single van het album.

## Achtergrond
"I Won't Back Down" is geschreven door Petty en Jeff Lynne en geproduceerd door Petty, Lynne en Mike Campbell, gitarist van Tom Petty and the Heartbreakers. Petty en Lynne werkten kort daarvoor samen in de Traveling Wilburys, waar George Harrison ook deel van uitmaakte; Harrison speelde ook gitaar op dit nummer. De tekst gaat over de moeilijkheden in het leven; echter wordt er ook verteld om niet op te geven.
Vanwege de tekst is "I Won't Back Down" een populair nummer na belangrijke wereldgebeurtenissen, zo werd het vaak gedraaid op de Amerikaanse radio na de aanslagen op 11 september 2001. Ook wordt het regelmatig gekozen voor politieke campagnes; Petty stond echter niet toe dat George W. Bush het gebruikte voor zijn presidentscampagne in 2000, en stonden de nabestaanden van Petty niet toe dat Donald Trump het gebruikte voor zijn presidentscampagne in 2020.
"I Won't Back Down" werd een hit: het bereikte de twaalfde plaats in de Amerikaanse Billboard Hot 100 en kwam tot de vijfde plaats in Canada. In het Verenigd Koninkrijk behaalde de single plaats 28. Ook in Australië, Nieuw-Zeeland en Duitsland werden de hitlijsten bereikt. In Nederland en Vlaanderen werd het geen hit.
In 2000 maakte Johnny Cash een cover van het nummer, die verscheen op het album American III: Solitary Man.
In 2015 bracht Sam Smith het nummer "Stay with Me" uit, waarvan de melodie erg leek op "I Won't Back Down". Petty en Lynne werden uiteindelijk toegevoegd als schrijvers van dit nummer: zij ontvingen 12,5% van de royalty's. Petty geloofde niet dat Smith expres plagiaat pleegde en zei dat "deze dingen nu eenmaal gebeuren".

## NPO Radio 2 Top 2000
I Won't Back Down stond alleen in 2017 in de NPO Radio 2 Top 2000, op plek 1813.